# Satellite Award/Fernsehen/Beste Miniserie/Fernsehfilm
Mit dem Satellite Award Beste Miniserie/Fernsehfilm werden herausragende Miniserien oder Fernsehfilme ausgezeichnet. Dieser Preis wurde von 1996 bis 1998 sowie von 2011 bis 2013 und wird erst wieder seit 2016 verliehen. Zwischen 1999 und 2010 und in den beiden Jahren 2014 und 2015 wurden die beiden Kategorien Miniserie und Fernsehfilm separat ausgezeichnet.
Es werden immer jeweils die Miniserien/Fernsehfilme des Vorjahres ausgezeichnet.

## Nominierungen und Gewinner

### Beste Miniserie/Fernsehfilm

#### 1996–1998
| Jahr | Nominierungen und Gewinner                 | Regie                  | TV-Network |
| 1996 | Gullivers Reisen                           | Charles Sturridge      | NBC        |
| 1996 | Die Belagerung von Ruby Ridge              | Roger Young            | CBS        |
| 1996 | Haus der stummen Schreie                   | Nancy Savoca und Cher  | HBO        |
| 1996 | Stolz und Vorurteil                        | Simon Langton          | BBC One    |
| 1996 | The Summer of Ben Tyler                    | Arthur Allan Seidelman | CBS        |
| 1997 | Don King – Das gibt’s nur in Amerika       | John Herzfeld          | HBO        |
| 1997 | Die Abenteuer des Odysseus                 | Andrey Konchalovskiy   | NBC        |
| 1997 | Breast Men                                 | Lawrence O’Neil        | HBO        |
| 1997 | Miss Evers’ Boys – Die Gerechtigkeit siegt | Joseph Sargent         | HBO        |
| 1997 | Im Sog der Gier                            | Stephen Surjik         | HBO        |
| 1997 | Wallace                                    | John Frankenheimer     | TNT        |
| 1998 | From the Earth to the Moon                 | David Frankel et al.   | HBO        |
| 1998 | A Bright Shining Lie – Die Hölle Vietnams  | Terry George           | HBO        |
| 1998 | Gia – Preis der Schönheit                  | Michael Cristofer      | HBO        |
| 1998 | Mehr Stadtgeschichten                      | Pierre Gang            | Channel 4  |
| 1998 | Thanks of a Grateful Nation                | Rod Holcomb            | Showtime   |

#### 2011–2013
| Jahr | Nominierungen und Gewinner                   | Regie                                                                               | TV-Network                   |
| 2011 | Mildred Pierce                               | Todd Haynes                                                                         | HBO                          |
| 2011 | Cinema Verite – Das wahre Leben              | Shari Springer Berman und Robert Pulcini                                            | HBO                          |
| 2011 | Downton Abbey                                | Brian Percival, Ben Bolt, Brian Kelly, Andy Goddard, James Strong und Ashley Pearce | PBS                          |
| 2011 | Thurgood                                     | Michael Stevens                                                                     | HBO                          |
| 2011 | Too Big to Fail – Die große Krise            | Curtis Hanson                                                                       | HBO                          |
| 2011 | Die Verschwörung – Verrat auf höchster Ebene | David Hare                                                                          | BBC Two                      |
| 2012 | Hatfields & McCoys                           | Kevin Reynolds                                                                      | History                      |
| 2012 | Birdsong                                     | Philip Martin                                                                       | BBC One                      |
| 2012 | The Crimson Petal and the White              | Marc Munden                                                                         | BBC Two                      |
| 2012 | Game Change – Der Sarah-Palin-Effekt         | Jay Roach                                                                           | HBO                          |
| 2012 | Hemingway & Gellhorn                         | Philip Kaufman                                                                      | HBO                          |
| 2012 | Luther                                       | Brian Kirk, Sam Miller und Stefan Schwartz                                          | BBC One                      |
| 2012 | Sherlock                                     | Paul McGuigan et al.                                                                | BBC One                      |
| 2012 | Wallander                                    | Philip Martin und Niall MacCormick                                                  | BBC One                      |
| 2013 | Dancing on the Edge                          | Stephen Poliakoff                                                                   | BBC Two                      |
| 2013 | The Big C                                    | Michael Engler et al.                                                               | Showtime                     |
| 2013 | Burton und Taylor                            | Richard Laxton                                                                      | BBC Four                     |
| 2013 | Der Fall Phil Spector                        | David Mamet                                                                         | HBO Films                    |
| 2013 | Liberace – Zu viel des Guten ist wundervoll  | Steven Soderbergh                                                                   | HBO                          |
| 2013 | Mob City                                     | Frank Darabont und Guy Ferland                                                      | TNT                          |
| 2013 | Parade’s End – Der letzte Gentleman          | Susanna White                                                                       | BBC, HBO und VRT             |
| 2013 | Unsere Mütter, unsere Väter                  | Stefan Kolditz                                                                      | ZDF                          |
| 2013 | Top of the Lake                              | Jane Campion und Garth Davis                                                        | BBC Two und Sundance Channel |
| 2013 | The White Queen                              | James Kent, Jamie Payne und Colin Teague                                            | BBC One                      |

#### 2016
| Jahr | Nominierungen und Gewinner              | Regie                                             | TV-Network                            |
| 2016 | American Crime Story                    | Ryan Murphy, Anthony Hemingway und John Singleton | FX                                    |
| 2016 | Und dann gabs keines mehr               | Craig Viveiros                                    | Acorn TV, Agatha Christie Productions |
| 2016 | Auf Treu und Glauben                    | Rick Famuyiwa                                     | HBO                                   |
| 2016 | Churchill’s Secret                      | Charles Sturridge                                 | PBS, ITV                              |
| 2016 | Close to the Enemy                      | Stephen Poliakoff                                 | Acorn TV, BBC Two                     |
| 2016 | Lady Day at Emerson’s Bar and Grill     | Lonny Price                                       | HBO                                   |
| 2016 | Der lange Weg                           | Jay Roach                                         | HBO                                   |
| 2016 | The Dresser                             | Richard Eyre                                      | Starz                                 |
| 2016 | The Night Of – Die Wahrheit einer Nacht | Steven Zaillian und James Marsh                   | HBO                                   |

### Bester Fernsehfilm

#### 1999–2009
| Jahr | Nominierungen und Gewinner                    | Regie               | TV-Network     |
| 1999 | Strange Justice                               | Ernest R. Dickerson | Showtime       |
| 1999 | Citizen Kane – Die Hollywood-Legende          | Benjamin Ross       | HBO            |
| 1999 | Ein filmreifer Mord                           | Steven Schachter    | TNT            |
| 1999 | A Lesson Before Dying                         | Joseph Sargent      | HBO            |
| 1999 | Rising Star                                   | Martha Coolidge     | HBO            |
| 2000 | Zeit der Gerechtigkeit                        | Tony Bill           | Showtime       |
| 2000 | Cheaters                                      | John McCalmont      | Syndication    |
| 2000 | Dirty Pictures                                | Frank Pierson       | Showtime       |
| 2000 | Die Jazz Connection                           | Joseph Sargent      | HBO            |
| 2000 | Nürnberg – Im Namen der Menschlichkeit        | Yves Simoneau       | TNT            |
| 2001 | The Day Reagan Was Shot                       | Cyrus Nowrasteh     | Showtime       |
| 2001 | Midwives                                      | Glenn Jordan        | Lifetime       |
| 2001 | Varian’s War – Ein vergessener Held           | Lionel Chetwynd     | Showtime       |
| 2001 | Die Wannseekonferenz                          | Frank Pierson       | HBO            |
| 2001 | Wild Iris                                     | Daniel Petrie       | Showtime       |
| 2001 | Wit                                           | Mike Nichols        | HBO            |
| 2002 | Von Tür zu Tür                                | Steven Schachter    | TNT            |
| 2002 | Churchill – The Gathering Storm               | Richard Loncraine   | HBO            |
| 2002 | Keep the Faith, Baby                          | Doug McHenry        | Showtime       |
| 2002 | The Laramie Project                           | Moisés Kaufman      | HBO            |
| 2002 | Path to War - Entscheidung im Weißen Haus     | John Frankenheimer  | HBO            |
| 2003 | Rudy: The Rudy Giuliani Story                 | Robert Dornhelm     | USA Network    |
| 2003 | Eine Frage der Liebe                          | Jane Anderson       | HBO            |
| 2003 | Mein Haus in Umbrien                          | Richard Loncraine   | HBO            |
| 2003 | Our Town                                      | James Naughton      | PBS            |
| 2003 | Pancho Villa – Mexican Outlaw                 | Bruce Beresford     | HBO            |
| 2003 | Soldier’s Girl                                | Frank Pierson       | Showtime       |
| 2004 | Redemption – Früchte des Zorns                | Vondie Curtis-Hall  | FX             |
| 2004 | Alice Paul – Der Weg ins Licht                | Katja von Garnier   | HBO            |
| 2004 | Ein Werk Gottes                               | Joseph Sargent      | HBO            |
| 2004 | Helter Skelter – Die Nacht der langen Messer  | Tom Gries           | CBS            |
| 2004 | The Life and Death of Peter Sellers           | Stephen Hopkins     | HBO            |
| 2005 | Kifferwahn                                    | Andy Fickman        | Showtime       |
| 2005 | Als das Morden begann                         | Raoul Peck          | HBO            |
| 2005 | Kidnapped                                     | Brendan Maher       | BBC            |
| 2005 | Lackawanna Blues                              | George C. Wolfe     | HBO            |
| 2005 | The Magic of Ordinary Days                    | Brent Shields       | CBS            |
| 2005 | Our Fathers                                   | Dan Curtis          | Showtime       |
| 2005 | Warm Springs – Heilende Quellen               | Joseph Sargent      | HBO            |
| 2006 | Das kleine Mord-Problem                       | Richard Benjamin    | Lifetime       |
| 2006 | Gideon’s Daughter                             | Stephen Poliakoff   | BBC America    |
| 2006 | High School Musical                           | Kenny Ortega        | Disney Channel |
| 2006 | In from the Night                             | Peter Levin         | CBS            |
| 2006 | Mrs. Harris – Mord in besten Kreisen          | Phyllis Nagy        | HBO            |
| 2007 | Oprah Winfrey präsentiert: Für einen Tag noch | Lloyd Kramer        | ABC            |
| 2007 | Begrabt mein Herz am Wounded Knee             | Yves Simoneau       | HBO            |
| 2007 | Life Support                                  | Nelson George       | HBO            |
| 2007 | Die Moormörderin von Manchester               | Tom Hooper          | HBO            |
| 2007 | The Trial of Tony Blair                       | Simon Cellan Jones  | Channel 4      |
| 2007 | Sturm in den Weiden                           | Rachel Talalay      | PBS            |
| 2008 | Filth: The Mary Whitehouse Story              | Andy de Emmony      | BBC            |
| 2008 | 24: Redemption                                | Jon Cassar          | FOX            |
| 2008 | Bernard and Doris                             | Bob Balaban         | HBO            |
| 2008 | God on Trial                                  | Andy de Emmony      | PBS            |
| 2008 | Memory Keeper - Schatten der Vergangenheit    | Mick Jackson        | Lifetime       |
| 2008 | Recount                                       | Jay Roach           | HBO            |
| 2009 | Die exzentrischen Cousinen der First Lady     | Michael Sucsy       | HBO            |
| 2009 | The Courageous Heart of Irena Sendler         | John Kent Harrison  | CBS            |
| 2009 | Endgame                                       | Pete Travis         | PBS            |
| 2009 | Blut, Schweiß und Tränen                      | Thaddeus O’Sullivan | HBO            |
| 2009 | Loving Leah                                   | Jeff Bleckner       | CBS            |
| 2009 | Taking Chance                                 | Ross Katz           | HBO            |

#### 2014–2015
| Jahr | Nominierungen und Gewinner            | Regie              | TV-Network                  |
| 2014 | Return to Zero                        | Sean Hanish        | Lifetime                    |
| 2014 | The Gabby Douglas Story               | Gregg Champion     | Lifetime                    |
| 2014 | The Normal Heart                      | Ryan Murphy        | HBO                         |
| 2014 | A Trip to Bountiful – Reise ins Glück | Peter Masterson    | Lifetime                    |
| 2014 | Turks & Caicos                        | David Hare         | BBC, PBS                    |
| 2015 | Stockholm, Pennsylvania               | Nikole Beckwith    | Lifetime                    |
| 2015 | Bessie                                | Dee Rees           | HBO                         |
| 2015 | Killing Jesus                         | Christopher Menaul | National Geographic Channel |
| 2015 | Nachtigall                            | Elliott Lester     | HBO                         |

#### Seit 2017
| Jahr | Nominierungen und Gewinner                | Regie                         | TV-Network                     |
| 2017 | The Wizard of Lies – Das Lügengenie       | Barry Levinson                | HBO                            |
| 2017 | Die Unsterblichkeit der Henrietta Lacks   | George C. Wolfe               | HBO                            |
| 2017 | War Machine                               | David Michôd                  | Netflix                        |
| 2017 | King Charles III                          | Rupert Goold                  | BBC Two                        |
| 2017 | To Walk Invisible                         | Sally Wainwright              | BBC One                        |
| 2018 | The Tale – Die Erinnerung                 | Jennifer Fox                  | HBO                            |
| 2018 | Cargo                                     | Ben Howling und Yolanda Ramke | Netflix                        |
| 2018 | Her Only Choice                           | Christel Gibson               | Black Entertainment Television |
| 2018 | King Lear                                 | Richard Eyre                  | BBC Two                        |
| 2019 | El Camino: Ein „Breaking Bad“-Film        | Vince Gilligan                | Netflix                        |
| 2019 | Brexit – Chronik eines Abschieds          | Toby Haynes                   | Channel 4                      |
| 2019 | Deadwood – Der Film                       | David Minahan                 | HBO                            |
| 2019 | The Highwaymen                            | John Lee Hancock              | Netflix                        |
| 2020 | The Clark Sisters: First Ladies of Gospel | Christine Swanson             | Lifetime                       |
| 2020 | Bad Education                             | Cory Finley                   | HBO                            |
| 2020 | Sylvie’s Love                             | Eugene Ashe                   | Prime Video                    |
| 2020 | Uncle Frank                               | Alan Ball                     | Prime Video                    |
| 2021 | Oslo                                      | Bartlett Sher                 | HBO                            |
| 2021 | Help                                      | Jack Thorne                   | Channel 4                      |
| 2021 | Robin Roberts Presents: Mahalia           | Kenny Leon                    | Lifetime                       |
| 2022 | Weird: Die Al Yankovic Story              | Eric Appel                    | The Roku Channel               |
| 2022 | Fresh                                     | Mimi Cave                     | Hulu                           |
| 2022 | Die Täuschung                             | John Madden                   | Netflix                        |
| 2022 | Rettungshund Ruby                         | Katt Shea                     | Netflix                        |
| 2022 | The Survivor                              | Barry Levinson                | HBO                            |

### Beste Miniserie

#### 1999–2010
| Jahr | Nominierungen und Gewinner                | Regie                                                     | TV-Network         |
| 1999 | Hornblower: The Even Chance               | Andrew Grieve                                             | A&E Networks       |
| 1999 | Bonanno: A Godfather’s Story              | Michel Poulette                                           | Showtime           |
| 1999 | Jeanne d’Arc – Die Frau des Jahrtausends  | Christian Duguay                                          | CBS                |
| 1999 | P.T. Barnum                               | Simon Wincer                                              | A&E Networks       |
| 1999 | Showdown auf dem Weg zur Hölle            | Uli Edel                                                  | TNT                |
| 2000 | American Tragedy                          | Lawrence Schiller                                         | CBS                |
| 2000 | The Beach Boys: An American Family        | Jeff Bleckner                                             | ABC                |
| 2000 | The Corner                                | Charles S. Dutton                                         | HBO                |
| 2000 | Jason und der Kampf um das Goldene Vlies  | Nick Willing                                              | NBC                |
| 2000 | Sally Hemings: An American Scandal        | Charles Haid                                              | CBS                |
| 2001 | Life with Judy Garland: Me and My Shadows | Robert Allan Ackerman                                     | ABC                |
| 2001 | Anne Frank                                | Robert Dornhelm                                           | ABC                |
| 2001 | Band of Brothers – Wir waren wie Brüder   | David Frankel, Mikael Salomon et al.                      | HBO                |
| 2001 | Noch mehr Stadtgeschichten                | Pierre Gang                                               | Showtime           |
| 2001 | Uprising – Der Aufstand                   | Jon Avnet                                                 | NBC                |
| 2002 | Taken                                     | Tobe Hooper et al.                                        | The Sci-Fi Channel |
| 2002 | Ernest Shackleton                         | Charles Sturridge                                         | A&E Networks       |
| 2002 | Die Forsyte-Saga                          | Christopher Menaul und David Moore                        | ITV                |
| 2002 | Master Spy: The Robert Hanssen Story      | Lawrence Schiller                                         | CBS                |
| 2002 | Talking to Heaven                         | Stephen Gyllenhaal                                        | CBS                |
| 2003 | Engel in Amerika                          | Mike Nichols                                              | HBO                |
| 2003 | Children of Dune                          | Greg Yaitanes                                             | The Sci-Fi Channel |
| 2003 | Doktor Schiwago                           | Giacomo Campiotti                                         | ITV                |
| 2003 | Helena von Troja                          | John Kent Harrison                                        | USA Network        |
| 2003 | Hornblower: Loyalty                       | Charles Sturridge                                         | A&E Networks       |
| 2003 | Out of Order                              | Henry Bromell, Tim Hunter, Roger Kumble und Wayne Powers  | Showtime           |
| 2004 | The Lost Prince                           | Stephen Poliakoff                                         | PBS                |
| 2004 | 4400 – Die Rückkehrer                     | Scott Peters et al.                                       | USA Network        |
| 2004 | American Family                           | Gregory Nava, Charles Burnett und Barbara Martinez Jitner | PBS                |
| 2004 | Charles II: The Power & the Passion       | Joe Wright                                                | BBC, A&E Networks  |
| 2004 | Heißer Verdacht                           | Christopher Menaul                                        | PBS                |
| 2004 | The Second Coming                         | Adrian Shergold                                           | ITV                |
| 2005 | Elvis                                     | James Steven Sadwith                                      | CBS                |
| 2005 | Agatha Christie’s Marple                  | Charlie Palmer, Andy Wilson et al.                        | UPN                |
| 2005 | Elizabeth I – The Virgin Queen            | Coky Giedroyc                                             | PBS                |
| 2005 | Empire Falls – Schicksal einer Stadt      | Robert Dornhelm et al.                                    | HBO                |
| 2005 | Into the West – In den Westen             | Tom Hooper                                                | TNT                |
| 2005 | Revelations – Die Offenbarung             | Lili Fini Zanuck                                          | NBC                |
| 2006 | To the Ends of the Earth                  | David Attwood                                             | PBS                |
| 2006 | Bleak House                               | Justin Chadwick und Susanna White                         | PBS                |
| 2006 | Casanova                                  | Sheree Folkson                                            | BBC                |
| 2006 | Elizabeth I                               | Tom Hooper                                                | HBO                |
| 2006 | Thief                                     | John David Coles, Dean White und Paul McGuigan            | USA Network        |
| 2007 | The Amazing Mrs Pritchard                 | Simon Curtis, Declan Lowney und Catherine Morshead        | PBS                |
| 2007 | The Company – Im Auftrag der CIA          | Mikael Salomon                                            | TNT                |
| 2007 | Five Days                                 | Otto Bathurst, Toby Haynes, Peter Hoar und Simon Curtis   | HBO                |
| 2007 | Jane Eyre                                 | Susanna White                                             | PBS                |
| 2007 | The Starter Wife – Alles auf Anfang       | Jon Avnet                                                 | USA Network        |
| 2008 | Cranford                                  | Simon Curtis und Steve Hudson                             | PBS                |
| 2008 | John Adams – Freiheit für Amerika         | Tom Hooper                                                | HBO                |
| 2008 | The Last Enemy                            | Iain B. MacDonald                                         | PBS                |
| 2009 | Klein Dorrit                              | Adam Smith, Dearbhla Walsh und Diarmuid Lawrence          | PBS                |
| 2009 | Collision                                 | Marc Evans                                                | PBS                |
| 2009 | Diamonds                                  | Andy Wilson                                               | ABC                |
| 2009 | Kommissar Wallander                       | Benjamin Caron, Philip Martin et al.                      | PBS                |
| 2009 | The Prisoner – Der Gefangene              | Nick Hurran                                               | AMC                |
| 2010 | Sherlock                                  | Paul McGuigan, Nick Hurran et al.                         | PBS                |
| 2010 | Carlos – Der Schakal                      | Olivier Assayas                                           | IFC Films          |
| 2010 | Emma                                      | Jim O’Hanlon                                              | PBS                |
| 2010 | The Pacific                               | Jeremy Podeswa, Timothy Van Patten, David Nutter et al.   | HBO                |
| 2010 | Die Säulen der Erde                       | Sergio Mimica-Gezzan                                      | Starz              |
| 2010 | Small Island                              | John Alexander                                            | PBS                |

#### 2014–2015
| Jahr | Nominierungen und Gewinner            | Regie                                    | TV-Network                  |
| 2014 | Olive Kitteridge                      | Lisa Cholodenko                          | HBO                         |
| 2014 | 24: Live Another Day                  | Jon Cassar et al.                        | FOX                         |
| 2014 | Der junge Inspektor Morse             | Colm McCarthy                            | ITV                         |
| 2014 | Happy Valley – In einer kleinen Stadt | Euros Lyn, Tim Fywell und Neasa Hardiman | Netflix, BBC One            |
| 2014 | The Honourable Woman                  | Hugo Blick                               | Sundance Channel            |
| 2014 | Mein Name ist Fleming. Ian Fleming    | Mat Whitecross                           | BBC America                 |
| 2014 | The Roosevelts                        | Ken Burns                                | PBS                         |
| 2014 | Sherlock                              | Paul McGuigan, Nick Hurran et al.        | BBC One, PBS                |
| 2014 | The Spoils of Babylon                 | Matt Piedmont                            | IFC                         |
| 2015 | Flesh and Bone                        | Alik Sakharov et al.                     | Starz                       |
| 2015 | The Book of Negroes                   | Clement Virgo                            | BET                         |
| 2015 | Saints & Strangers                    | Paul A. Edwards                          | National Geographic Channel |
| 2015 | Show Me a Hero                        | Paul Haggis                              | HBO                         |
| 2015 | Wölfe                                 | Peter Kosminsky                          | BBC Two, PBS                |

#### Seit 2017
| Jahr | Nominierungen und Gewinner                                | Regie                                                                                   | TV-Network  |
| 2017 | Big Little Lies                                           | Jean-Marc Vallée                                                                        | HBO         |
| 2017 | Feud – Die Feindschaft zwischen Bette und Joan            | Ryan Murphy                                                                             | FX          |
| 2017 | Guerrilla                                                 | John Ridley                                                                             | Showtime    |
| 2017 | Rillington Place – Der Böse                               | Craig Viveiros                                                                          | BBC One     |
| 2017 | When We Rise                                              | Dustin Lance Black                                                                      | ABC         |
| 2017 | The Young Pope                                            | Paolo Sorrentino                                                                        | Sky Italia  |
| 2018 | The Assassination of Gianni Versace: American Crime Story | Ryan Murphy                                                                             | FX          |
| 2018 | The Looming Tower                                         | Dan Futterman                                                                           | Hulu        |
| 2018 | Patrick Melrose                                           | Edward Berger                                                                           | Showtime    |
| 2018 | Sharp Objects                                             | Marti Noxon                                                                             | HBO         |
| 2018 | A Very English Scandal                                    | Russell T Davies                                                                        | BBC One     |
| 2019 | Chernobyl                                                 | Johan Renck                                                                             | HBO         |
| 2019 | The Act                                                   | Laure de Clermont-Tonnerre                                                              | Hulu        |
| 2019 | Fosse/Verdon                                              | Thomas Kail                                                                             | FX          |
| 2019 | Unbelievable                                              | Lisa Cholodenko                                                                         | Netflix     |
| 2019 | When They See Us                                          | Ava DuVernay                                                                            | Netflix     |
| 2019 | Years and Years                                           | Simon Cellan Jones                                                                      | BBC One     |
| 2020 | The Good Lord Bird                                        | Albert Hughes, Kevin Hooks, Darnell Martin et al.                                       | Showtime    |
| 2020 | Mrs. America                                              | Anna Boden, Ryan Fleck, Laure de Clermont-Tonnerre et al.                               | FX, Hulu    |
| 2020 | Normal People                                             | Lenny Abrahamson und Hettie MacDonald                                                   | BBC Three   |
| 2020 | Das Damengambit                                           | Scott Frank                                                                             | Netflix     |
| 2020 | Small Axe                                                 | Steve McQueen                                                                           | BBC         |
| 2020 | The Undoing                                               | Susanne Bier                                                                            | HBO         |
| 2020 | Unorthodox                                                | Maria Schrader                                                                          | Netflix     |
| 2021 | Mare of Easttown                                          | Craig Zobel                                                                             | HBO         |
| 2021 | It’s a Sin                                                | Peter Hoar                                                                              | HBO Max     |
| 2021 | Maid                                                      | John Wells, Nzingha Stewart, Lila Neugebauer, Helen Shaver und Quyen Tran               | Netflix     |
| 2021 | The North Water                                           | Andrew Haigh                                                                            | AMC+        |
| 2021 | Time                                                      | Lewis Arnold und Andrea Harkin                                                          | BBC One     |
| 2021 | The Underground Railroad                                  | Barry Jenkins                                                                           | Prime Video |
| 2022 | Mord im Auftrag Gottes                                    | David Mackenzie, Courtney Hunt, Dustin Lance Black, Isabel Sandoval und Thomas Schlamme | FX on Hulu  |
| 2022 | Dahmer – Monster: Die Geschichte von Jeffrey Dahmer       | Carl Franklin, Clement Virgo, Jennifer Lynch, Paris Barclay und Gregg Araki             | Netflix     |
| 2022 | Die Ipcress-Datei                                         | James Watkins                                                                           | AMC+        |
| 2022 | The Old Man                                               | Jon Watts, Greg Yaitanes, Zetna Fuentes und Jet Wilkinson                               | FX          |
| 2022 | Pachinko – Ein einfaches Leben                            | Kogonada und Justin Chon                                                                | Apple TV+   |
| 2022 | The Staircase                                             | Antonio Campos und Leigh Janiak                                                         | HBO Max     |
| 2022 | This Is Going to Hurt                                     | Lucy Forbes und Tom Kingsley                                                            | AMC+        |
| 2022 | We Own This City                                          | Reinaldo Marcus Green                                                                   | HBO         |